# 5. SS-Panzer-Division Wiking
5. SS-Panzer-Division "Wiking", også omtalt som 5. SS-Panzergrenadier-Division "Wiking", blev dannet allerede 20. november 1940 under navnet SS-Division "Wiking" som en afdeling indenfor Waffen-SS. Oprindelig bestod divisionen hovedsageligt af frivillige fra Nederland, Norge og Danmark, men også af soldater fra Flandern og Sverige.

## Udvikling
Fra starten af var divisionen opdelt i tre regimenter (Standarten): "Regiment Nordland", "Westland" og "Germania", med navne baseret på mandskabets hjemstavn. De norske deltagere skulle samles i "Regiment Nordland", og det blev også lovet af Quisling ved hvervningen i 1941. I stedet kom flere nordmænd til "Westland", som skulle bestå af nederlendere og flamlændere, mens andre havnede i "Germania", som skulle bestå af "folketyskere" (dvs. folk af tysk afstamning, men bosat udenfor Tyskland). "Regiment Nordland", bestående af tyskere, danskere og nordmænd, dannede i 1943 grundstammen i SS Pansergrenaderdivision "Nordland". Den enhed, hvor flest danskere tjente, var imidlertid Frikorps Danmark. Tyskere udgjorde 90 % af "Division Wiking"s styrke, så nogen stor succes var hvervningen i nordiske lande ikke; men omkring 2.000 danskere mistede livet.
"Wiking" stod under tysk kommando, og den første kommandant var SS-Obergruppenführer Felix Steiner (1896-1966) med en fortid som major i Reichswehr fra 1933. Efter oplæring i Heuberg i Tyskland var styrken klar til aktiv krigstjeneste i april 1941. Den blev i juni samme år sendt til Breslau for at udgøre en del af Armégruppe Syds fremrykning mod Ukraine under Operation Barbarossa.

## Det russiske felttog
Divisionen blev ikke indsat i Operation Barbarossa før syv dage efter start, og rykkede da mod sydøst, hvor den mødte sin første kamp 4. juli 1941 ved Ternopil i Galicia, i dagens Ukraine. Dernæst deltog divisionen i belejringen af Kiev. Den første kommandant i Dachau koncentrationslejr, Hilmar Wäckerle, havde sluttet sig til "Regiment Westland", og blev dræbt i nærheden af Lviv 2. juli. Wäckerle var blev afsat som kommandant efter at have ladet lejrfanger henrette for opsætsighed. Som hævn for hans død sørgede regimentet for at få 36 jøder skudt. To finske frivillige var rystet vidner til, at jøderne først blev truet med bajonetter og generet i tre timer; blandt andet skulle de holde store stene, eventuelt balancere dem på hovedet, mens de hoppede op og ned. Dernæst blev flokken sat til at grave sin egen grav, og finnerne sat til at indsamle ure og ringe. Finnerne fik også besked om at skyde jøderne, og blev udskældt for kujoner, da de nægtede. Til sidst kom tyskere til og skød jøderne i ansigtet, ligesom Wäckerle var blevet, fem om gangen, og de sidste kunne næsten ikke kravle op på toppen af dem, der allerede var skudt. Henrettelsespelotonen blev bagefter hædret af officererne og fik serveret cognac.
"Wiking" rykkede derefter sydpå og oprettede sidst i august et brohoved over Dnepr ved industribyen Dnepropetrovsk, hvor den kom ud for stærk modstand. Situationen var ret kritisk frem til 11. september, da russerne måtte trække sig tilbage. Efter Kievs fald 18. september formåede divisionen at slå sig videre mod Rostov ved Don og indtage byen. Efter hårde kampe trak den sig tilbage til floden Mius i november 1941. Først havde divisionen mærket nogen skepsis blandt Wehrmachts højere officerer, men den blev efterhånden mindre.
I foråret 1942 blev Rostov generobret. Derefter rykkede divisionen videre mod Kaukasus som del af Operation Blau (= Operation blå) og sikrede de vigtige oliekilder der (Operation Maus = Operation mus). Her dannede divisionen den sydlige del af Armégruppe Syds flanke mod oliefelterne i Baku og offensiven mod Stalingrad. 25. og 26. september 1942 gik divisionen til et forgæves angreb på Groznyj i et forsøg på at nå frem til det Det kaspiske hav, og derved sikre oliefelterne. De russiske styrker var overlegne i antal og havde forberedt byens forsvar. I løbet af en halv time var det halve "Regiment Nordland" udslettet, men finske frivillige fik erobret byens højeste punkt. Totalt mistede divisjonen over 1.500 mand i angrepet på Groznyj. Senere blev divisionen trukket ud af området. Da slaget om Stalingrad gik stadig dårligere for tyskerne, stod divisionen i fare for at havne bag de russiske linjer, og til sidst blev den trukket tilbage til Rostov.

## Tilbagetrækning
I november 1942 blev divisionen omorganiseret og gjaldt nu som elitetropper. Tidligt i 1943 deltog den i kampene sud for Kharkov i Ukraine. Erich von Manstein havde overtaget kommandoen over Armégruppe Syd, og satte divisionen ind i modangrebene mod de russiske styrker. Efter det tredje slag om Kharkov, hvor tyskerne generobrede byen, blev divisionen trukket ud af aktiv tjeneste for omorganisering.
Felix Steiner blev erstattet af SS-Obergruppenführer Herbert Otto Gille. Resterne af "Regiment Nordland" blev sammenføjet med Den norske Legion til en ny enhed, 11. SS Pansergrenaderdivision "Nordland". De fleste finske frivillige rejste hjem, da deres aftalte toårs-periode var aftjent. De blev delvis erstattet af en estisk enhed.
I slutningen af juni 1943 blev afdelingen overført til Izium i det nordøstlige Ukraine, hvor den deltog i slaget ved Kursk. Efter nederlaget prøvede divisionen sammen med andre Waffen-SS-enheder at forsinke den russiske fremrykning, men led store tab og mistede det meste af sit udstyr. Efter en kort hvil blev "Wiking" sendt til Kovel for at styrke de tyske stillinger. Disse blev imidlertid omringet af russiske styrker, men afdelingen klarede at slå sig ud og skabe en korridor for tysk evakuering.
I august 1944 blev afdelingen trukket tilbage til landsbyen Modlin ved Wisła-floden i Polen, og deltog i kampene ved Warszawa-opstanden. Efter Warszawas fald blev afdelingen i december 1944 trukket sydpå for at forsvare Budapest. Her blev den sat ind fra januar 1945 og forlagt i Esztergom ved Donau nord for Budapest. Men russerne gik stadig frem, og divisionen blev i februar trukket vestpå til Balatonsøen som støtte for Sepp Dietrichs 6. SS-Panzerarmee og hans Operation Frühlingserwachen (= Operation Forårsopvågnen). 22. marts var Wiking på det nærmeste omringet af russiske tropper, og 9.SS-Panzer-Division Hohenstaufen klarede kun med store tab at holde den smalle Berhida-korridor åben, så Gilles mænd undslap. 24. marts 1945 drev et nyt sovjetisk angreb det udmattede korps mod Wien, al kontakt blev brudt mellem de forskellige panserkorps, og der fandtes ingen samlet forsvarslinje mere. Mændene klarede at trække sig ind i Tjekkoslovakiet og overgav sig til amerikanske styrker 9. maj 1945 i nærheden af Fürstenfeld i Østrig.